# Miguel Ángel Mellado
Miguel Ángel Cano Mellado, meglio noto come Miguel Ángel Mellado (Murcia, 23 luglio 1999), è un giocatore di calcio a 5 spagnolo.

## Carriera

### Club
Originario di Blanca, Mellado inizia nel settore giovanile dell'ElPozo Murcia per poi trasferirsi, in seguito a un grave infortunio, in quello del modesto Librilla. Nella stagione 2017-18 viene aggregato alla prima squadra con la quale debutta nella terza divisione spagnola. Nell'estate del 2018 Mellado viene acquistato dal Cartagena come rinforzo per la propria squadra primavera. Tuttavia, le qualità e la personalità del difensore convincono fin da subito l'allenatore Juan Giménez a impiegarlo stabilmente in prima squadra, militante nella Primera División. Nelle stagioni seguenti le prestazioni di Mellado migliorano a tal punto da meritargli il riconoscimento di "giocatore rivelazione" della stagione 2020-21 e consacrarsi come uno dei migliori difensori del campionato spagnolo.

### Nazionale
Il 5 novembre 2020 Mellado debutta nella Nazionale di calcio a 5 della Spagna nel corso dell'incontro amichevole vinto per 2-1 contro il Brasile.
Il 30 agosto 2021 viene incluso nella lista definitiva dei convocati alla Coppa del Mondo 2021, conclusa dalla Spagna ai quarti di finale. Il 28 dicembre 2021 viene incluso nella lista dei convocati per il Campionato europeo 2022.

## Palmarès
- Supercoppa di Spagna: 1
Cartagena: 2023
- Campionato spagnolo: 1
Cartagena: 2023-2024